# Sugrames auriculatus
Sugrames auriculatus är en skalbaggsart som beskrevs av Edmund Reitter 1892. Sugrames auriculatus ingår i släktet Sugrames och familjen Aphodiidae. Inga underarter finns listade i Catalogue of Life.